# یاسمین رئیس
یاسمین رئیس (عربی: ياسمين رئيس؛ زادهٔ ۱۵ نوامبر ۱۹۸۵) هنرپیشه اهل مصر است.
از فیلم‌ها یا برنامه‌های تلویزیونی که وی در آن نقش داشته‌است می‌توان به دختر کارخانه اشاره کرد.